# قصيدة

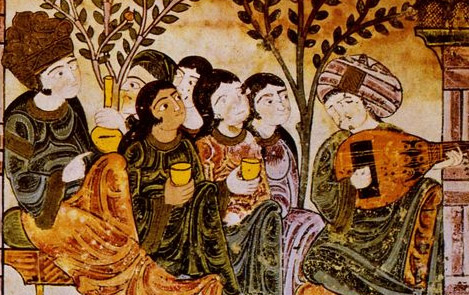
مخطوطة أندلسية، مشهد: أغنية عود في حديقة لسيدة نبيلة.

القصيدة هي ضرب شعري من ضروب الأدب العربي الذي طالما قُسم إلى شعر ونثر إلى عصرنا هذا الذي بدأ الحديث فيه عن ضرب ثالث لا هو بالشعر ولا بالنثر.

## تأصيل
كلمة «قصيدة» مشتقة لغويا من جذر ق-ص-د الذي يرتبط بفكرة التوجه والنية.

## التعريف الكلاسيكي
فالقصيدة في تعريفها الكلاسيكي هي موضوع شعري مكون من أبيات سواء قلت أو كثرت، وهناك من أهل الصّنعة وخاصة القدماء من يشترط عدد أبيات محدّدة لاعتبار الشعر قصيدة متكاملة كتحديد سبعة أبيات أو خمسة أبيات عند البعض وتتغير خصائصها الشكلية مع تغير العصور فتأخذ شكل المربعات والمسدسات والموشحات لكنها لا تتغير تغيرات كبيرة منذ أقدم نصوصها المعروفة منذ ما يقارب الألفي عام، حيث يلتزم فيها بعنصرين أساسيين هما: الوزن والقافية. أما خصائصها الموضوعية فقد تغيرت تبعا للعصور المتتالية التي عاشها الشاعر العربي، بدءا بالعصر الجاهلي فالإسلامي فالأموي فالعبــاسي.
ففي العصر الجاهلي كانت القصيدة أعظم الفنون السائــدة وأهمها على الإطلاق، وكان لصاحب القصائد وهو الشاعر مكانة لا تضاهيها مكانة. وقد عرفت في ذاك الوقت بانها شعر غنائي: أي تدور حول موضوعات عاطفيه، مديح لشيخ قبيلة أو مضيف كريم، فخر بعز قبيلة واخلاقها، رثاء لأحباء التهمتهم نيران الحروب السائدة، غزل عفيف للحبيبة وبكاء على الأطلال أو وصف لمحيطهم من بوادي وخيل وابل وسماء.

## تاريخ وتطور القصيدة

### خلال العصر الحديث
في العصر الحديث مرت القصيدة العربية بعدد من التغيرات بداية، بكسر القافية على يد عدد من الشعراء العرب منهم بدر شاكر السياب ونازك الملائكة فيما عرف بعد ذلك بقصيدة التفعيلة والتي أخذت مساحة واسعة من الانتشار في منتصف القرن العشرين.
و مع السبعينات ظهر نوع جديد من القصيدة هو قصيدة النثر وان كنت معروفة منذ القدم في التراث العربي، لكنها أكدت وجودها وانتشرت في السبعينات على يد جيل ممن عرفوا بالشعراء الحداثيين منهم في (مصر):رفعت سلام، وجمانة بزلميط وحسن كوارع وحسين الوحش وسليمان أبو لمعة وفريد أبو سعدة، جمال القصاص، وحنان دمنهوري وسوسن الملاح وعبد الفتاح السكري وغيرهم واستمرت حتى الثمانينات منهم: عماد فؤاد، غادة نبيل، عاطف عبد العزيز،
و في التسعينات ازداد بقوة وجود قصيدة النثر خصوصاً مع ظهور جيل جديد من الشعراء الشبان الذين ابتعدوا في شعرهم عن الهم العام، وكتبوا قصيدتهم الخاصة معتمدين على التفاصيل اليومية والحياتية وهو ما لاقى نقداً شديداً من النقاد الكلاسيكين.